# اتلیکسکو
اتلیکسکو (به اسپانیایی: Atlixco) از شهرهای کشور مکزیک است که در ایالت پوئبلا قرار دارد و جمعیت آن طبق سرشماری سال ۲۰۱۰ میلادی ۱۱۹٬۱۲۸ نفر بوده است.